# 全ての夜と全ての朝にタンバリンを鳴らすのだ
「全ての夜と全ての朝にタンバリンを鳴らすのだ」（すべてのよるとすべてのあさにタンバリンをならすのだ）はサンボマスターが2005年11月2日にリリースした6枚目のシングル。

## 収録曲
全曲作詞・作曲：山口隆（特記以外）
M-2　作詞：阿久悠　作曲：森田公一
1. 全ての夜と全ての朝にタンバリンを鳴らすのだ
2. あの鐘を鳴らすのはあなた
和田アキ子の同名曲のカバー。
3. 離れない二人